# Cinara alacra
Cinara alacra är en insektsart som beskrevs av Hottes och Essig 1953. Cinara alacra ingår i släktet Cinara och familjen långrörsbladlöss. Inga underarter finns listade i Catalogue of Life.